# Perikles, Tyrus hercege
Pericles, Tyrus hercege (angolul: Pericles) egy epizódikus, romantikus színdarab, melyet William Shakespeare-nek tulajdonítanak. Shakespeare kevésbé ismert darabjai közé tartozik, és szerzőségét gyakran kétségbe vonják, megkérdőjelezik. Színházi sikere ellenére mára háttérbe szorult más, nevezetesebb darabjai mellett. A címszereplőt, Periclest követi nyomon, akit a szerencse és a szerencsétlenség számos alkalommal sújt. A veszteség és a megbékélés az átfogó témái a műnek, amely végül boldog véget ér. A szöveget többek között Áprily Lajos is magyarra fordította.

## Vitatott szerző
Sokak szerint Perikles legalább két szerző munkája, egyé, aki az első két felvonást és Shakespeare-é, aki ezt kiegészítette, esetleg feldolgozta. A kérdés már a 18. század óta vitatott, de ha feltételezzük, hogy valóban volt társszerzője Shakespeare-nek, akkor valószínűsíthető, hogy az John Day, vagy Thomas Heywood volt. Van, aki szerint George Wilkins volt a színmű elejének írója.
A Pericles szerzőségét régóta vitatják tudományos körökben, és a darab felépítése továbbra is izgalmas téma.
Periclesnek az Arden kiadásában a legtöbb tudós úgy véli, hogy Shakespeare-nek nem sok köze volt Pericles 1. és 2. felvonásához. Úgy gondolják azonban, hogy a 3. és 4. felvonást teljes egészében, vagy legalábbis nagyrészt ő írta. Géher István, Shakespeare tudós, a mű keletkezését rémregényhez hasonlítja, és szerinte visszaéltek Shakespeare nevével, ez nem lehet az ő műve. A vegyes szerzőség magyarázatára vonatkozó elméletek két különböző elképzelés köré csoportosulnak. Periclesnek az Arden kiadásában egyes tudósok azt állítják, hogy mivel a Pericles új darab volt, Shakespeare úgy döntött, hogy csak részben írja meg. Mások szerint a darab szinte teljes formában érkezett Shakespeare-hez, így ő csak az utolsó simításokat végezte el rajta. Függetlenül attól, hogy az egyes elméletek mennyire lelkesen hittek, a darab szerzőségével kapcsolatos bizonyítékok hiánya miatt hipotetikusak maradtak.

## Keletkezés
A művet 1606 és 1608 között írták és feltehetően e két dátum közt is adták elő először. Nyomtatásban kvartó formában jelent meg 1609-ben, de a kiadásban található hibák azt sejtetik, hogy egy Shakespeare tudta nélkül kiadott és nem hiteles szöveg volt, melyet csupán az egyik előadás alapján jegyeztek le. Hivatalosan először, az 1664-ben megjelent Harmadik Fólióban adták ki.
A mű Apollónius históriájából ered, ami rendkívül népszerű volt a középkorban és a reneszánsz alatt, és a főhős neve Apollonius is maradt Shakespeare fő forrásaiban. Ez az első eset, hogy a főszereplő új nevet kapott, amit valószínűleg Pyrocles, Sir Philip Sydney hőse ihletett, az Arcadia című művéből, mely a darab egyik forrása volt. Az igazi athéni szónoknak, Periklésznek nincs köze a főszereplőhöz, bár Shakespeare olvashatott róla és előfordulhat, hogy ezért gondolta ezt a nevet megfelelőbbnek Tyrus uralkodójának.
Apollónius históriájának két verziója lehetett nagy hatással a műre, az egyik a 14. századi John Gower-é, ami a helyszínek és az események, valamint a mű szerkezetét adja, továbbá Antiochius rejtvénye, Perikles üzenete a koporsóban és a 3. kórus különösen hasonlítanak Gower-ére. A másik Laurence Twine fordítása kevésbé volt fontos, inkább Marina történetszálát ihlette, ám Gower és Twine írásában is, csakúgy, mint a latin fordításban, a feladványt elmondják, nem a főhős olvassa el.

## A kvartó
A Pericles kvartó számos részletet elárul a darab keletkezésének körülményeiről. Pericles nyomtatására vonatkozó első utalás, amelyet a Periclesnek az Arden kiadásban említett történészek találtak, egy 1608-as bejegyzés volt a Stationers’ Registry-ben. Az Arden kiadás szerint a bejegyzés a darab súgópéldányára vonatkozott, és Edward Blount, az akkori neves nyomdász készítette. Blount ugyanezen a napon William Shakespeare Antonius és Kleopátra című művét is bejegyezte, de végül sem a Periclest, sem az Antonius és Kleopátrát nem adta ki. A Pericles szövegét sem a súgópéldányból, sem az átiratból nem nyomtatták ki. Számos elmélet létezik a tudósok között ezzel kapcsolatban, sőt egyesek szerint Blountot valamilyen módon „meg lett akadályozva talán azért, mert nem sokkal a regisztráció után át kellett költöztetnie a boltját.”
Egy Henry Gossom nevű kisebb kiadó, aki a Pericles előtt nem vállalt színdarab-kiadást, 1609-ben jelentette meg a darabot. A Pericles Arden kiadás azt állítja, hogy a kvartó olyan jól fogyott, hogy még ugyanabban az évben újranyomták. Ugyanilyen sikert nyomtatott formában csak a IV. Henrik és a III. Richárd aratott. Egyes tudósok Periclesnek az Arden kiadásban úgy vélik, hogy Gossom a Pericles példányának nagy részét titokban szerezte be, ami eléggé megbízhatatlanná tette azt. Ez az elmélet megmagyarázná, hogy Heming és Condell miért nem vette fel Periclest az 1623-as Első Fólió-ba. Periclesnek a Penguin Classics kiadásában kiderül, hogy Pericles és Shakespeare másik hat darabja, amelyeket eredetileg kizártak az Első Fólióból, bekerültek a Harmadik Fólió második kiadásába (1664). Pericles a Two Noble Kinsmen című darabbal együtt megőrizte helyét a Shakespeare-kánonban, míg a Harmadik Fólió többi darabját a „Shakespeare-apokrif” kategóriába sorolták.
A kvartó 1609-ben jelent meg, majd 1619-ben további három kvartó követte a Periclesből, de Pericles Arden kiadása azt állítja, hogy mindezek a kiadások közvetlenül vagy közvetve a kvartóból származnak. Ezt tekintik a Pericles egyetlen érdemi szövegének. Henry Gossom egy William White nevű neves nyomdásznak adott megbízást. White díszítése a kvartó címlapján is megjelenik. Amennyire a tudósok meg tudták állapítani, legalább 3 betűszedő vett részt a kvartó nyomtatásában. Számos különbségre mutattak rá, például a helyesírás eltéréseire.

## Kritikai fogadtatás
A Pericles kritikai fogadtatása történelmileg vegyes volt. Ben Johnson ítélete, miszerint a Pericles „egy penészes darab” (’a mouldy play’), ellentétes azzal a lelkes fogadtatással, amelyet a jakobinus színpadon kapott. A Pericles Arden kiadás tudósai azt vélik, ez azonban összhangban van a XVIII. és XIX. században a Periclesről alkotott nézettel, amelyet a színpadi producerek és az irodalomkritikusok egyaránt osztottak. Úgy vélték, hogy a darabból hiányzik az eredetiség és az eleven karakterek. Ráadásul azt mondták, hogy valószínűtlen cselekményeivel képtelen drámai hatást elérni. A Pericles a viktoriánus korban hasonló visszatetszést váltott ki a bordélyházi jelenet miatt, amely felháborította az erkölcsös érzelműeket. Géher István megállapítása: ellentmond mindezeknek az érveknek, hogy a Globe Színház közönsége és az Udvar kedvelte a darabot, akárcsak a többi Shakespeare művet.
Géher István szerint, ha egy modern, lázadó, szokásoktól eltérő színház műsorára tűzné, talán sikert érhetne el vele, de ahhoz meg kellene találni a célközönséget, akik értékelni tudják a darab páratlan, egyedülálló extremitását.

## Hogyan hasonlítható össze Pericles Shakespeare utolsó darabjaival
Shakespeare változatos életművel büszkélkedhet, amelyben a Periklész is helyet követel magának.
Shakespeare utolsó darabjainak kontextusába helyezve zökkenőmentesen illeszkedik, vagy ahogy az Arden kiadás tudósok vélték, „szoros rokonságban áll velük”. Szerkezetileg emlékeztet a Cymbeline-re, a Téli rége és A vihar című darabokra, amelyeket más romantikus darabjaitól eltérőnek tartanak. Egy másik furcsa hasonlóság a kettős cselekmény megjelenése a Periclesben, a Cymbeline-ben és a Téli rége című darabokban. Periclesnek az Arden kiadás tudósai szerint a kettős cselekményt legjobban „két, egymásba fonódó cselekmény”-ként lehet leírni, amelyek általában egy herceg vagy egy király és lánya történetét foglalják magukban. A korábbi Shakespeare-románcoktól eltérően nem a szerelmi szál a fő cselekmény. A darab egy olyan család történetét meséli el, amelynek tagjai évekig szétszóródtak, mielőtt csodálatos módon újra egyesültek. Shakespeare későbbi darabjaiban végig lényegesen több idő telik el, mint korai románcaiban, a Pericles például 15 év alatt zajlik le.

## Szereplők
| Eredeti angol nevek és szerep                                                  | Magyar fordítás                                                                         |
| ------------------------------------------------------------------------------ | --------------------------------------------------------------------------------------- |
| Antiochus – King of Antioch                                                    | Antiochus – antiochiai király                                                           |
| Pericles – Prince of Tyre                                                      | Pericles – Tyrus fejedelme                                                              |
| Helicanus, Escanes – Two lords of Tyre                                         | Helicanus, Escanes – két tyrusi főember                                                 |
| Simonides – King of Pentapolis                                                 | Simonides – Pentapolis királya                                                          |
| Cleon – Governor of Tharsus                                                    | Cleon – Tarsus kormányzója                                                              |
| Lysimachus – Governor of Mytilene                                              | Lysimachus – Mitylene kormányzója                                                       |
| Cerimon – a lord of Ephesus                                                    | Cerimon – ephesusi nemesúr                                                              |
| Thaliard – a lord of Antioch                                                   | Thaliard – antiochiai nemesúr                                                           |
| Philemon – a servant to Cerimon                                                | Philesmon – Cerimon szolgája                                                            |
| Leonine – a servant of Dionyza                                                 | Leonin – Dionyza szolgája                                                               |
| Boult – his servant                                                            | Boult – a szolgája                                                                      |
| Dionyza – wife of Cleon                                                        | Dionyza – Cleon felesége                                                                |
| Thaisa – daughter of Simonides                                                 | Thaisa – Simonides leánya                                                               |
| Marina – daughter of Pericles and Thaisa                                       | Marina – Pericles és Thaisa leánya                                                      |
| Lychorida – nurse to Marina                                                    | Lychorida – Marina dajkája                                                              |
| Diana                                                                          | Diana                                                                                   |
| Gower – as Chorus                                                              | Gower – mint kar                                                                        |
| A Bawd                                                                         | Kerítőnő                                                                                |
| Lords, Ladies, Knights, Gentlemen, Sailors, Pirates, Fishermen, and Messengers | Főemberek, hölgyek, lovagok, nemesurak, tengerészek, kalózok, halászok és hírvivők stb. |
| Marshal                                                                        | Hopmester                                                                               |
| A Pander                                                                       | Kerítő                                                                                  |
| The Daughter of Antiochus                                                      | Antiochus leánya                                                                        |

## Cselekmény

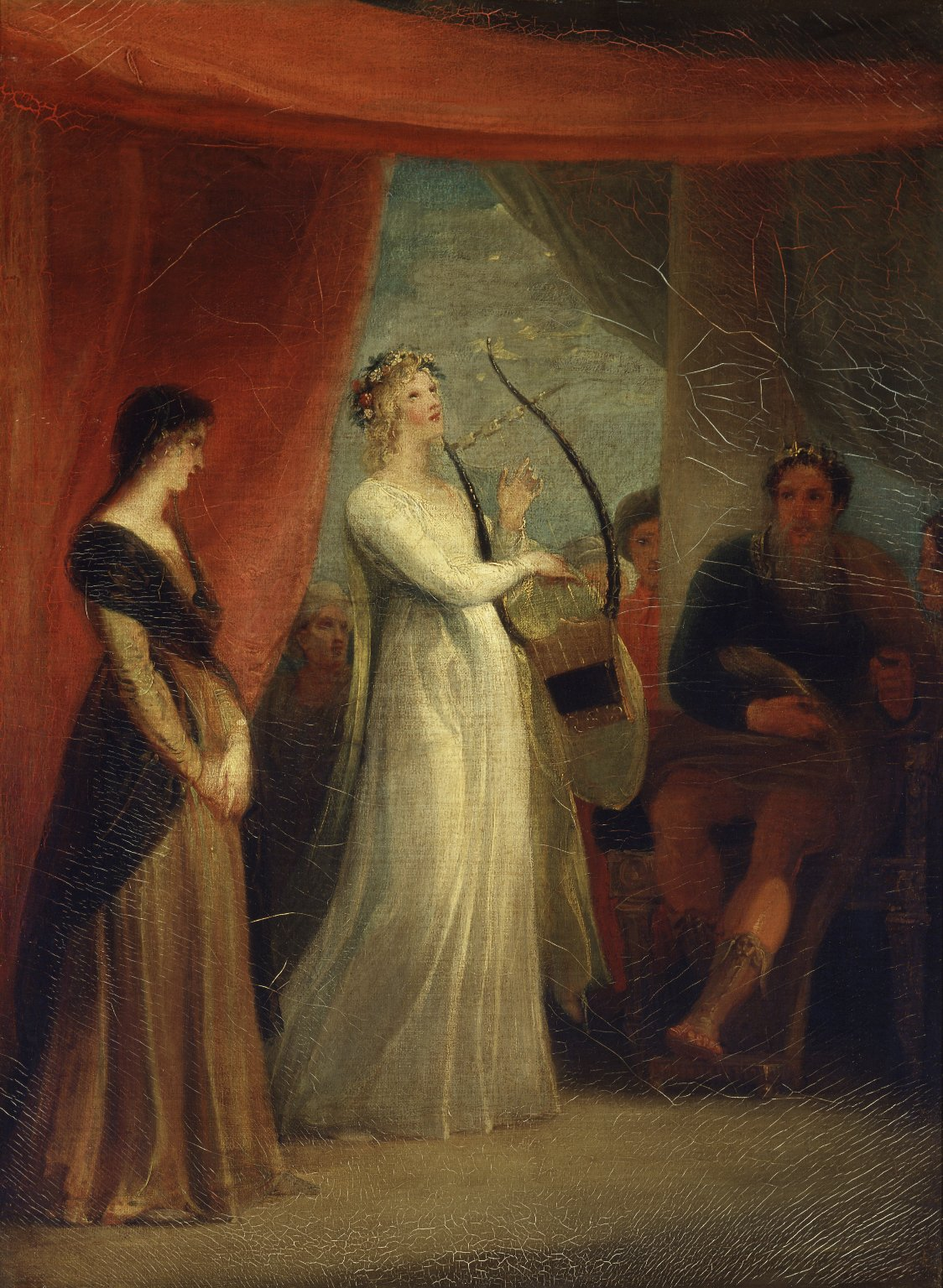
Marina Perikles-nek énekel, 1825

### 1. felvonás
Kórus
Az antiochiai király, Antiochus felesége meghalt, és egy lány gyermeket hagyott hátra. Az apja vérfertőzésbe csalta őt. A gyönyörű lányt több herceg is feleségül kérte, de az apja törvénnyel védte. Rejtvényt adott fel a kérőknek, és ha vesztettek, akkor lefejeztette őket.

#### 1. szín
Antiochiába, a palota termébe érkezik Pericles is, hogy feleségül kérje a királylányt, és meg is fejti a rejtvényt, de nem mondja ki, hogy: Antiochus viszonyt folytat a lányával. Ha ezt válaszolja, akkor kivégzik. Antiochus rájön, hogy Pericklész tudja a megfejtést, ezért kedvességet színlelve felajánlja, hogy 40 napig vendégül látja a palotában rangját megilletően. Pericles szemére veti, hogy bűnös viszonyban él a lányával, majd elmenekül. Thaliardot a szökevény után küldi a király, mert nem akarja, hogy bűne kitudódjon.

#### 2. szín
Tyrusban, Pericles a palotájában aggódik, hogy mi lesz, ha Antiochus hadsereggel támad országára, és a népe lesz az áldozat. Gondolatait megosztja Helicanussal. Ö azt tanácsolja, hogy utazzon el, és míg távol lesz, ő ellátja az uralkodói teendőket. Pericles rábízza országát, és elhajózik Tarsus felé.

#### 3. szín
Thaliard, akit Antiochus bízott meg Pericles megölésével, Tyrusba érve Helicanustól megtudja, hogy Pericles ismeretlen helyre utazott.

#### 4. szín
Tarsusban Cleon kormányzó és felesége Dionyza arról beszélgetnek, hogy városuk 2 éve még gazdagságban élt, de mára mindenfelé nyomort látni. Mikor Cleon megtudja, hogy Pericles kikötött a város partjainál attól tart, hogy hadat akar üzenni, de a Főember jelenti, hogy az ismeretlen hajók fehér lobogóval, békével érkeztek. Pericles biztosítja, hogy a hajókkal gabonát hoztak az éhező népnek. Cleon hálás, és marasztalja a városban, ő pedig elfogadja a meghívást.

### 2. felvonás
Kórus
Helicanus hazahívja Periclest, mert elmúlt a veszély. A király hazaindul, de a tengeren viharba kerül, és csak ő éli túl a hajótörést.

#### 1. szín
A csuromvizes Pericles három halásszal találkozik Pentapoliszban, ahová partra vetette a víz. Az egyik halásztól megtudja, hogy Simonides király szép leányának holnap lesz a születésnapja, és messziről királyok érkeznek majd, hogy megküzdjenek a szerelméért. Elkéri a halászoktól a páncélját, ami fennakadt a hálójukban, hogy ő is részt vehessen a lovagi tornán.

#### 2. szín
A király, a királykisasszony a hölgyek és az urak szórakoztatására, zajlik a lovagi torna, melyet a hatodik, és egyben utolsó lovag, Pericles rozsdás páncéljában megnyer.

#### 3. szín
Utána díszes lakomát rendeznek az ünnep tiszteletére, ahol Thaisa, a király leánya bevallja apjának vonzódását Pericleshez, akit sokkal többre tart, mint a többi lovagot. Pericles Simonides király uralkodásában felfedezni véli édesapja fényes dicsőségét. Thaisa megtudja Periclestől, hogy ő Tyrus hercege, és hajótörést szenvedett.

#### 4. szín
Tyrusban a kormányzó palotájában Helicanus hozza a hírt Escanesnek, hogy a vérfertőző király és lánya kocsijába villám csapott, és mindketten meghaltak.
A főemberek Helicanust akarják királlyá választani, mivel úgy gondolják, hogy Pericles talán már nem is él. Helicanus még egy év türelmet kér, és kéri őket, hogy menjenek keresni Periclest.

#### 5. szín
Pentalopisban a királyi palotában Simonides közli a lovagokkal, hogy lánya megesküdött, hogy még egy évig nem megy férjhez. Miután a lovagok elmennek, a király elolvassa lánya levelét, melyben az áll, hogy csak Pericles felesége lesz. Periclesnek is tetszik a lány, amit bevall a királynak. A fiatalok összeházasodnak.

### 3. felvonás
Kórus
Thaisa várandós. Megérkezik a hír Pentapolisba, hogy Antiochus és lánya már nem élnek, és Tyrusban zendülés készült, ami azért maradt el, mert Helicanus egy év türelmet kért, hátha addig megtalálják a királyt. Ha nem, akkor ő vállalja a trónt. Pericles és felesége Tyrusba indulnak. Neptunus vizén hajóznak, mikor félúton viharba kerülnek. Thaisa félelmében megszüli gyermekét.

#### 1. szín
Pericles felesége a szülésbe belehal, és a kislányát dajkája, Lychorida hozza a király elé. A babonás hajósok azt javasolják Periclesnek, hogy halott felesége nem maradhat a hajón, a tengerbe kell temetni, hogy véget érjen a vihar. A holttestet egy szurokkal bekent koporsó szerű ládában a tengerbe vetik.
Tarsusban kikötnek, hogy gyermekét ott hagyja Cleonnál, mert az újszülött nem bírná ki az utat Tyrusig.

#### 2. szín
Ephosusban, Cerimon házában a hajótöröttek ételt kapnak. Cerimon és egy nemesúr beszélgetéséből kiderül, hogy Cerimon orvoslást tanul, és természetgyógyászattal már sok embert meggyógyított, jótékonyságával embereken segített.
Két szolga ládát hoz, melyről kiderül, hogy Pericles halott feleségének koporsója, a királyné kezében egy tekercs, mely tudatja, hogy kit rejt a láda. Cerimon észreveszi, hogy a „halott” arca még életjeleket mutat, ezért szolgáját kéri, hogy fűtsön be jól, és hozza ide a szelencéjét, majd kéri a szolgákat, hogy hegedüljenek. Thaisa feléled, nem tudja, hogy hol van, és Periclest keresi.

#### 3. szín
Pericles Tarsusban Cleonra és Dionyzára bízza újszülött leányát, Marinát, hogy neveljék fel, mivel neki vissza kell sietnie Tyrusba, nehogy zendülések törjenek ki.

#### 4. szín
Thaisa úgy gondolja, hogy férje is odaveszett a hajótörésben, ezért úgy dönt, hogy Diana templomában vesztaszűzként fogja hátralévő életét élni.

### 4. felvonás
Kórus
Pericles partra száll Tyrusban, mindenki örömmel fogadja. Halottnak hitt felesége Diana templomában papnőként el. Gyermeküket Marinát Tarsusban Cleon király neveli.
Cleon és felesége Dionyzí lánya, Philote irigy a szépséges, okos Marinára, ezért az anyja meg akarja gyilkoltatni a lánya vetélytársát. Marina dajkája már meghalt, így nem tudja megvédeni a lányt.

#### 1. szín
Tarsusban, a tengerpart közelében Dionyza megbízza szolgáját Leonint, hogy Marinát gyilkolja meg. Mikor Marina közeledik, Dionyza rábeszéli, hogy sétáljon egyet Leoninnal. A szolga a lány életére tör, hiába kérleli, hogy kegyelmezzen. Kalózok közelednek, ezért Leonin elmenekül. A kalózok elrabolják Mainát, és a hajóra viszik. Leonin visszajön és látja, hogy a nagy Valdes népe rabolta el a királylányt, ezért már soha nem térhet vissza. Úgy dönt, hogy azt hazudja, hogy megölte, és vízbe dobta a leányt. Felmerül benne, hogy talán csak meggyalázzák, és vissza fog jönni, ezért úgy dönt, hogy majd akkor megöli.

#### 2. szín
Metylenében a bordélyház szobájában a kerítő és az asszony kérik Boultot, hogy szerezzen új lányokat, mert kevés a három lány. Később Boult jön a kalózokkal és Marinával, akit eladásra hoztak, mint szép és szűz leányt. Marina el van keseredve, és azt kívánja, hogy inkább szúrta volna le Leonin, vagy dobták volna a tengerbe édesanyja után. Az asszony elmondja Marinának, hogy mi lesz a dolga a férfiakkal, de a lány hallani sem akar róla. Az asszony kezdi sejteni, hogy sok baja lesz a lánnyal. Boult jön a hírrel, hogy kikiáltotta a piacon az új lányt, és több férfi érdeklődését is felkeltette.

#### 3. szín
Tarsusban Cleon kormányzó és felesége arról beszélnek, hogy Dionyza megmérgezte a szolgáját Leonint, aki rajtuk kívül tudta az igazságot Marina meggyilkolásáról. Cleon kegyetlennek tartja feleségét, míg Dyoniza azzal vádolja őt, hogy nem szereti vér szerinti lányát. Szerinte Pericles sem szólhat semmit, hiszen méltóképpen eltemették, megsiratták, és emlékkövet emeltek Marinának.

#### 4. Szín: Kórus
Tyrusban Escanest kinevezik kormányzónak, és Pericles ismét a tengeren van, hogy lányához hajózzon. Vele tart Helicanus is. Tarsusban szomorú hír fogadja, hogy lánya meghalt. Pericles meglátogatja lánya sírját, majd feketébe öltözik és ismét hajóra száll. Bánatába belebetegszik, és megfogadja, hogy „nem mosdik s nem nyírja fürtjeit”.

#### 5. szín
Metylenében a bordélyházból két úr jön ki, és arról beszélnek, hogy ilyet még nem hallottak, hogy itt istenes dolgokat prédikáljanak. Úgy döntenek, hogy vége a kicsapongásukban, többé nem mennek bordélyházba, inkább elmennek meghallgatni a vesztaszüzek énekét.

#### 6. szín
A bordélyházban az asszony, a kerítő és Boult arról beszélnek, hogy Marina nem váltotta be a hozzá fűzött reményeket, erőszakkal kellene megváltoztatni. Lysimchus, az ország kormányzója jön, és próbál Marinához közeledni, de ő ékes szavakkal lefegyverzi. A mérges Boult, mivel nem sikerül az üzlet úgy dönt az asszonnyal, hogy elviszi Marinát, és elveszi a szüzességét. Marina megfűzi őt, hogy úgy tudna gazdájának sok pénzt szerezni, hogy varr, sző, énekel, táncol, vagy akkár ezeket tanítja. Boult megbeszéli ezt az asszonyával.

### 5. felvonás
Kórus
Az asszony engedélyével Marina ezután tánccal, énekkel, hímzéssel nemes lányokat tanít, és sok pénzt keres a kerítőnek. Eközben édesapja hajójával a városba érkezik.

#### 1. szín
Helicanus hajóján Lysimachussal beszélget nemesurak társsaságában. A kormányzó megtudja Pericles bánatát, aki három hónapja nem beszél. Lysimachus meghívja őket a Neptunus parti ünnepségre. Az egyik nemesúr megemlíti Marinát, aki a városban él, és úgy gondolja, hogy ő meg tudná szólaltatni a királyt. Lysimachus jó gondolatnak tartja, és a lányért küldi egyik kísérőjét, mivel ő leánytársaival nem messze van. Marina beszédével szóra bírja a királyt, aki ismerősnek találja a lányt. Szemöldöke, termete, hangja, szeme elhunyt hitvesét juttatja eszébe. A lány neve, életének szomorú története rádöbbenti Periclest, hogy halottnak hitt gyermekével beszél. Minden kétsége szertefoszlik, mikor Marina édesanyja, Thaisa nevét is elmondja. Pericles leveti fekete ruháját, friss ruhát ölt örömében. Zenét hall, melyet rajta kívül senki, és a kimerültségtől elalszik. Álmában megjelenik Diana, aki arra kéri, hogy menjen Ephesusba a templomba, és áldozzon oltárán. Majd a szűz papnők, és a nép előtt mondja el életének szomorú történetét. Ha így tesz boldog lesz, de ha nem, szomorúság vár rá. Végül arra kéri, hogy ébredjen föl, és mesélje el mit álmodott. Pericles felébred, és teljesíti Diana akaratát. Közli Helicanussal, hogy mielőtt Tarsusba mennének megbüntetni Cleont, előbb Ephesus felé hajóznak. Lysimachustól útravalót vesznek, aki megemlíti, hogy neki is lesz majd kérése a királyhoz. Perikles megígéri, hogy teljesíteni fogja a kérést, még akkor is, ha lánya kezét kéri, mert látja az férfi vonzódását Marinához.

#### 2. szín: Kórus
Ephesusban Diana templomában Thaisa, mint első papnő az oltár közelében áll, mellette szüzek, a szentélyben ephesusi lakosok vannak.

#### 3. szín
Pericles jön a kíséretével, Lysimachussal, Helicanussal, Marinával és egy hölggyel a templomba, és Diana parancsára elmondja élete történetét. Thaisa felismeri halottnak hitt férjét, és elájul.
Cerimon döbbenti rá a királyt, hogy a felesége szólt hozzá. Pericles nem akarja elhinni, hiszen ő temette hullámsírba itt a partoknál. Cerimon elmondja, hogy hajnalban a vihar partravetette a ládát, melyet felnyitottak, és felébresztették a királynét, aki nem volt halott. Thaisa megmutatja gyűrűjét, melyet édesapja adott Periclesnek, majd boldogan átölelik egymást. Marina térdre borul édesanyja előtt. Helicanus is üdvözli a királyasszonyt, akik még nem ismerik egymást csak hallottak egymásról Pericles elbeszéléseiből. Az, hogy Thaisa Pericles szavaiból kitalálja Helicanus nevét újabb bizonyíték arra, hogy ő a halottnak hitt feleség. Pericles úgy rendelkezik, hogy Marina és vőlegénye Lysimachus esküdjenek meg Pentapolisban. Ő pedig haját, melyet 14 éve növeszt, lenyíratja az esküvőre. Pericles és felesége Pentapolisban folytatják életüket. Tyrust megkapja lánya és veje. A mű végén Cerimonhoz mennek, hogy megmutassa az ékszereket, melyeket Thaisa mellett talált a ládában.
Kórus
Antiochus és lánya bűnükért elnyerték méltó büntetésüket. Pericles, Thaisa és Marina bár életükben sokat szenvedtek, mindig erényesen éltek, és sorsuk végül jóra fordult. Helicanus a hűséges, és Cerimon a bölcs, szeretetre méltó embert példázták. A gonosz Cleon és felesége házát a dühös nép felgyújtotta, mikor megtudták milyen szörnyű tettet akartak véghez vinni.
A mű végén a kórus boldog életet kíván.

## A kórus szerepe
A kórus számos funkciót tölt be az elbeszélés előrehaladása során, különösen a közönséggel és a darab koherenciájával kapcsolatban.
Periclesben a kórus szerepét a reinkarnálódott középkori költő, John Gower tölti be. Archaikus nyelvezetet használ, hogy egy régmúlt időkből származó történetet meséljen el. Ahogy Hoeniger megfigyelte, John Gower képes befolyásolni a darab hangulatát és hatását. Shakespeare-től nem idegen a kórus konvenciójának használata a darabjaiban, de John Gower jelentősen különbözik, ő egyszerre előadója és tolmácsolója az eseményeknek. Az Erzsébet-korban a könnyedebb Chaucerrel szemben "morális" Gowerként emlegették. Pericles Arden kiadásában megfigyelik, hogy, Gower, akárcsak a kórus az V. Henrik-ben, megjelenik a prológusban, az epilógusban és minden felvonás előtt. Mindkét darabban a kórus arra ösztönzi a közönséget, hogy vegyen részt az előadásban, hogy képzeletét az előadáshoz adja. Gower azonban olyan egyéniséget mutat, amely az V. Henrik kórusából hiányzik. Hoeniger megfigyelte, hogy Gower azt az általános benyomást kelti, hogy ő irányítja a darab bemutatását. Ez az ő elbeszélése, a színészek csupán eszközökként vannak jelen, hogy segítsék őt ebben. Knowles elmélete szerint Gower szerepe az Erzsébet-korszakban az volt, hogy „összekötő”-ként szolgáljon a színészek és a közönség között, hogy megismertesse velük a darab céljait és terjedelmét.
A Gowerhez hasonló kórusokat használó darabok már előtte is készültek, például Barbabe Barnes The Devil's Charter című darabja és John Day, William Rowley és George Wilkins The Travails of the Three English Brothers című darabja.

## Témák
Bár nyomtatott formában sokáig nem adták ki a darabot, színházi sikere a maga idejében tagadhatatlan a népszerűségéből kiindulva és a kritikusok számától, akiknek megakadt a szemük a művön.
Ennek ellenére vannak, akik szerint a történet szereplői laposak és egy valódi személyiség helyett, csupán az emberi természetet és a jó és a rossz ellentétét mutatják be, a gonosz mostoha, a hű szolga, a romlott uralkodó és a jóságos doktor szerepén át.] A mellettük megjelenő halászok és bordély dolgozói nem csupán a vicc kedvéért léteznek, de emlékeztetik is a nézőt saját világára.
Perikles erős jelleme, azonban, fontos része a történetnek. Más shakespeare-i hősökkel, például Hamlet-el, vagy Lear-el szemben, szenvedése ellenére, nem sújtja kétségbeesés, egyszerűen csak tűri sorsát. Útja során, száműzetése, felesége és lánya halálhíre ellenére, töretlenül folytatja útját, míg a történet végén vissza nem kap mindent.
A Periclesben kibővített fogalom az ember, mint a szerencse vagy az istenek játékszere. Ezt a témát szemléltetik Pericles hajótörései, amelyeket akár egy haragvó istennek, akár a rá lesújtó egyszerű szerencsétlenségnek tulajdoníthatunk. Géher István szerint Pericles otthontalanul hánykolódó király, aki hiába jó ember, a szólás – „jótett helyébe jót várj” – nála nem igazolódik be. Képességei ellenére Pericles a természetfeletti erők egyszerű játékszere marad, és kénytelen elviselni, amit az élet hoz, anélkül, hogy a végkimenetelre bármilyen befolyása lenne. Ugyanez mondható el a lányáról, Marináról is, aki tehetetlen a sorssal szemben de sikerül megtartania erkölcsösségét.
A Shakespeare Folger tudósai szerint a darab sajátos aspektusa, hogy szinte epizodikus jellegű, ami a cselekmény helyett Periclest teszi a történet összekötő erejévé. A darab kalandok és szerencsétlenségek sorozatából áll össze, ami Shakespeare-drámákra nem jellemző. A következő furcsaságokat már a nyitó sorok is sejtetik. Ahogy a Shakespeare Folger kutatók megfigyelték, a kalandok sora a „majd... majd... majd... majd... majd...” elbeszélői sémát követve folytatódik, amíg a történet a boldog végkifejlet felé halad, Pericles és lánya, Marina újraegyesülésével. Pericles és Marina újraegyesülési jelenete az utolsó Shakespeare-művekre emlékeztet. A tudósok „majdnem-csodálatosnak” is nevezték.
Gyakori kritika, amelyet a darab kapott, a többi szereplő gyenge jellemzése volt. Úgy tűnik, hogy egyetlen értékük és jelentőségük az a hatás, amelyet a címszereplőre, Periclesre és lányára gyakorolnak.

## Híres előadások
A darab első lejegyzett előadása 1619-ben volt Whitehall-ban, de találtak dokumentumokat, amik szerint velencei és francia nagykövetek is érkeztek Angliába, hogy megnézzék a darabot, valamikor 1606 és 1608 között. A legkorábbi pontosan ismert előadás 1619-ben volt, majd a Globe színház színpadára is felkerült a darab 1631-ben. 1660-ban, a restauráció korában ismét színházakba került a mű, mikor Shakespeare újra népszerűvé vált a tömegek közt, Thomas Betterton-al Perikles szerepében. Ezután csak majdnem kétszáz évvel később került a darab ismét színpadra, Samuel Phelps feldolgozásában 1854-ben, ám ebből a változatból a prostitúció és a vérfertőzés témája kimaradt, a viktoriánus értékeket szem előtt tartva.

## Magyar színház
- 1964. április 21-én, Székely György dr. rendezésében Az ismeretlen Shakespeare ősbemutatóján került színpadra, az Irodalmi Színpad színtársulat előadásában.[39]
- 1978. január 1-jén, a kecskeméti Katona József Nemzeti Színházban adták elő, Ruszt József rendezésében.[40]
- 1995. december 8-án, Valló Péter rendezte meg, az Ódry Színpad társulat előadásával.[41]
- 1996. március 8-án, Szikora János rendezte meg, a Csokonai Nemzeti Színházban, Debrecenben.[42]
- 1999. március 3-án, Zsótér Sándor rendezte meg, a Katona József Színházban Budapesten.[43]
- 2004. január 30-án az R.S. 9 Színházban volt megtekinthető, Balkay Géza rendezésében, Áprily Lajos fordítása.[44]

## Film adaptációk
- A BBC’s prestigious Shakespeare collection részeként 1984, december 8-án sugározták. Mikr Gwilym játszotta Periklest, Amanda Redman pedig Marina-t.[45]
- Az olasz Roberto Quagliano 2016-os drámája is Shakespeare művét használja alapul.[46]